# 碘化铁
碘化铁是一种无机化合物，化学式为FeI3。它是一種熱力學不穩定的化合物，難以製備。然而在沒有空氣和水的情況下，碘化鐵已被少量合成。

## 制备
鐵(III)和碘化物傾向於發生氧化還原反應，其中Fe3+還原為Fe2+且I-被氧化為I2。該反應可避免，並且可以通過光化學反應合成碘化鐵。在氬氣環境下，五羰基鐵與過量的碘在正己烷中反應，釋放一氧化碳並形成絡合物二碘化四羰基合鐵(II)，呈淺紅色溶液。
Fe(CO)5 + I2 → Fe(CO)4I2 + CO
該錯合物在過量的碘和光存在時，在-20°C下進行光化脫羰基作用。隨著一氧化碳的進一步釋放，會沉積一層黑色的FeI3薄膜。
2 Fe(CO)4I2 + I2 —hv.→ 2 FeI3 + 8 CO

## 反應性
碘化鐵是亞穩態的，易於光誘導分解為碘化亞鐵和碘。
2FeI3 —hv.→ 2FeI2 + I2
碘化鐵具有極強的吸濕性，四氫呋喃、乙腈、吡啶和水等溶劑也會促進該反應。微溶於二氯甲烷。它與碘化物反應形成四碘鐵酸根(III)離子。
FeI3 + I− → FeI4−
碘化鐵與某些氯代烷發生配基交換或複分解，可逆反應形成氯化鐵和相應的碘代烷。
FeI3 + 3RCl ⇌ FeCl3 + 3RI
FeI3的絡合物（如橙色尿素絡合物）可以在配體存在下由FeI2和I2間接製備，甚至可以由含碘配體的鐵粉製備。